# Rali de Vila Nova de Cerveira 2016
El Rali de Vila Nova de Cerveira de 2016 fue la quinta ronda de la temporada 2016 del Campeonato de Ralis FPAK. Se celebró del 9 y 10 de julio, donde Adruzilo Lopes y Luís Lisboa fueron los vencedres.

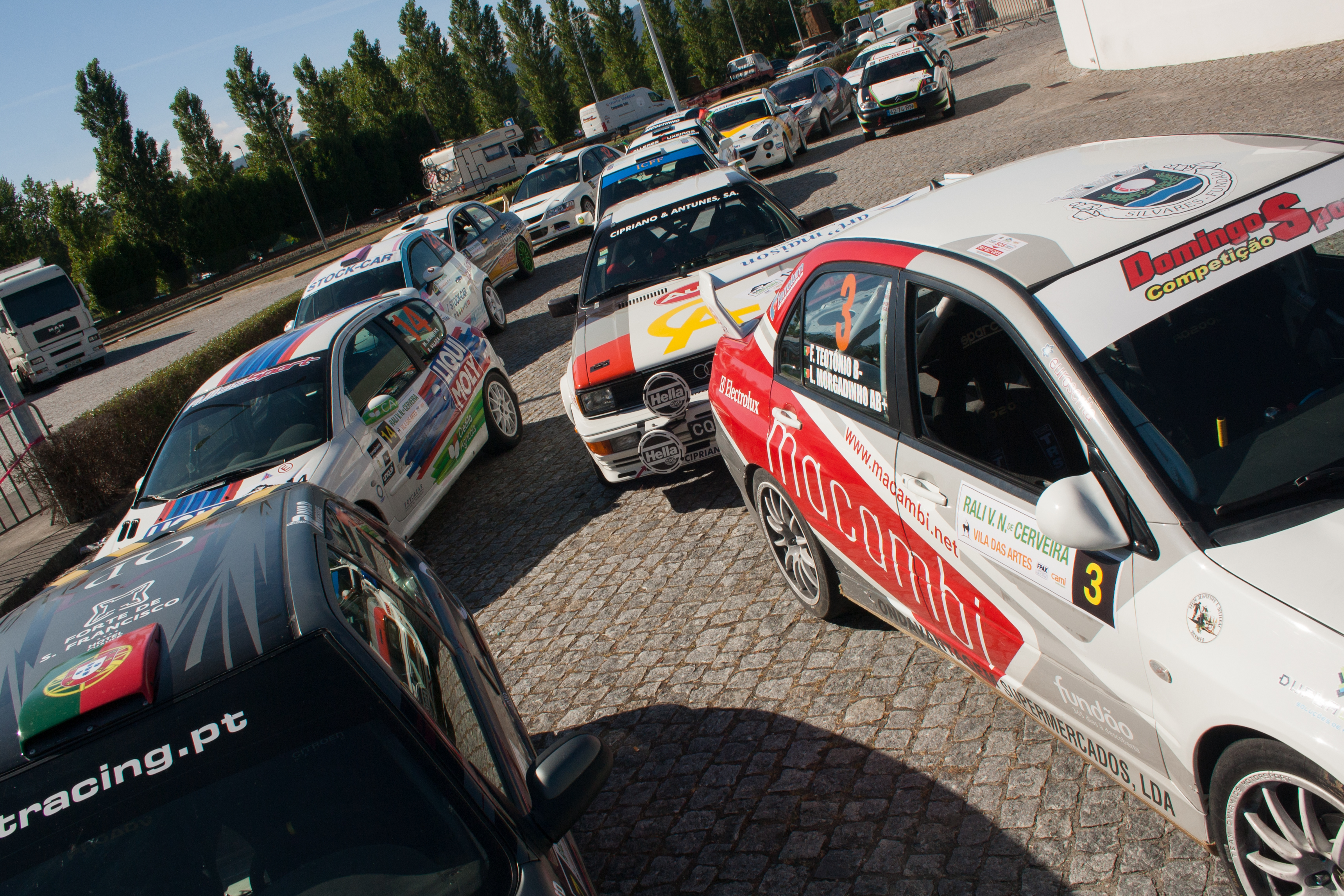
Participantes

Puntuable para el Campeonato de Ralis FPAK, Campeonato Nacional de Ralis GT, Campeonato Nacional de Clássicos de Ralis e Taça FPAK de Asfalto. Los Porsche 997 GT3 lograron la primera y segunda posición, Carlos Fernandes/Valter Cardoso quedaba tercero con su Mitsubishi Lancer Evo VI.

## Itinerario

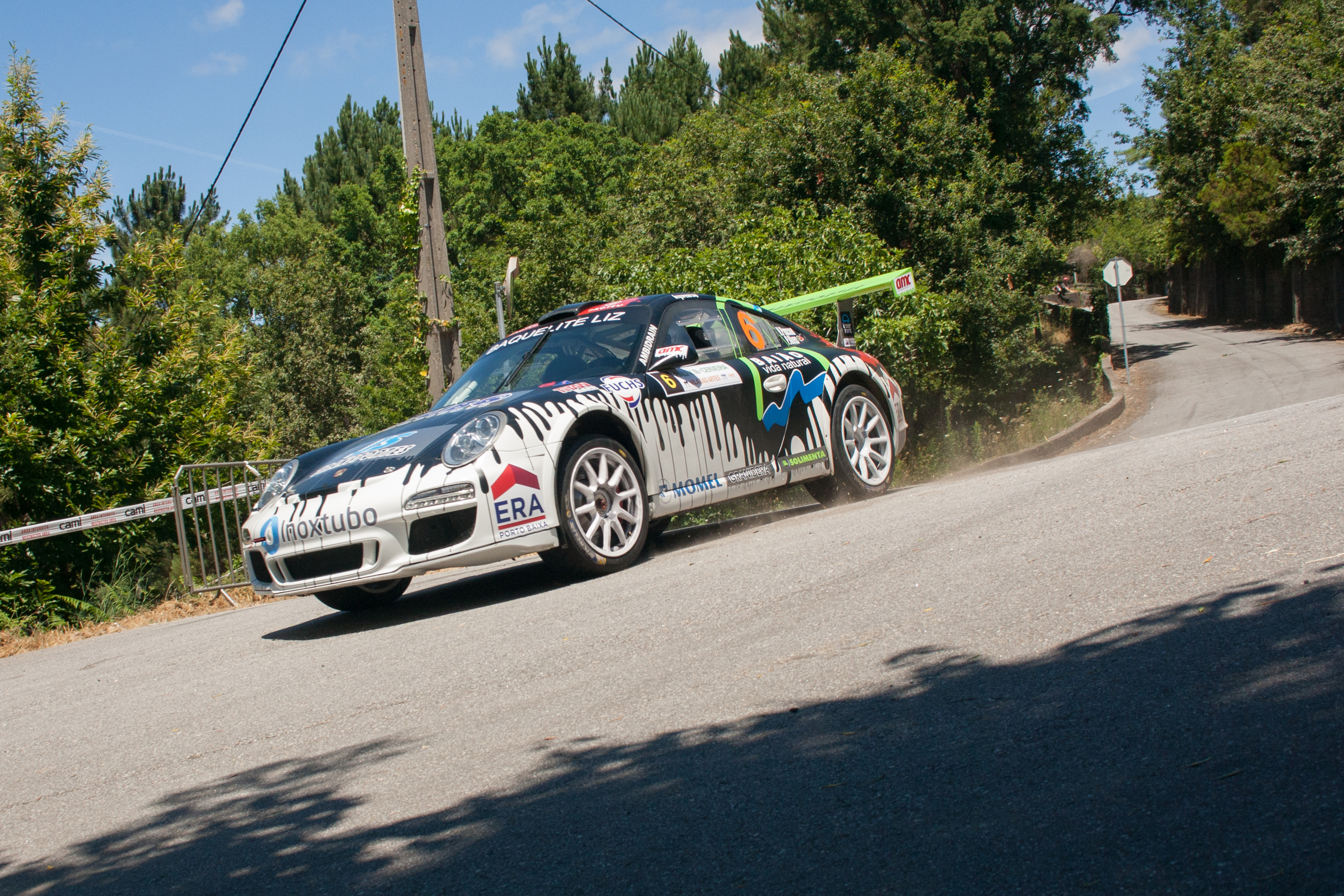
Vitor Pascoal

| Día   | Tramo | Nombre                  | Distancia | Hora  |
| ----- | ----- | ----------------------- | --------- | ----- |
| Día 1 | PE 1  | Super especial Cerveira |           | 21:00 |
| Día 2 | PE2   | Gondarém / V. Mouros 1  |           | 10:30 |
| Día 2 | PE3   | Serra D'Arga 1          |           | 11:00 |
| Día 2 | PE4   | Gondar 1                | 7.65Km    | 12:00 |
| Día 2 | PE5   | Gondarém / V. Mouros 2  |           | 13:45 |
| Día 2 | PE6   | Serra D'Arga 2          |           | 14:20 |
| Día 2 | PE7   | Gondar 2                | 7.65Km    | 15:10 |
| Día 2 | ---   | Pódium                  | ---       | 16:30 |

## Clasificación final

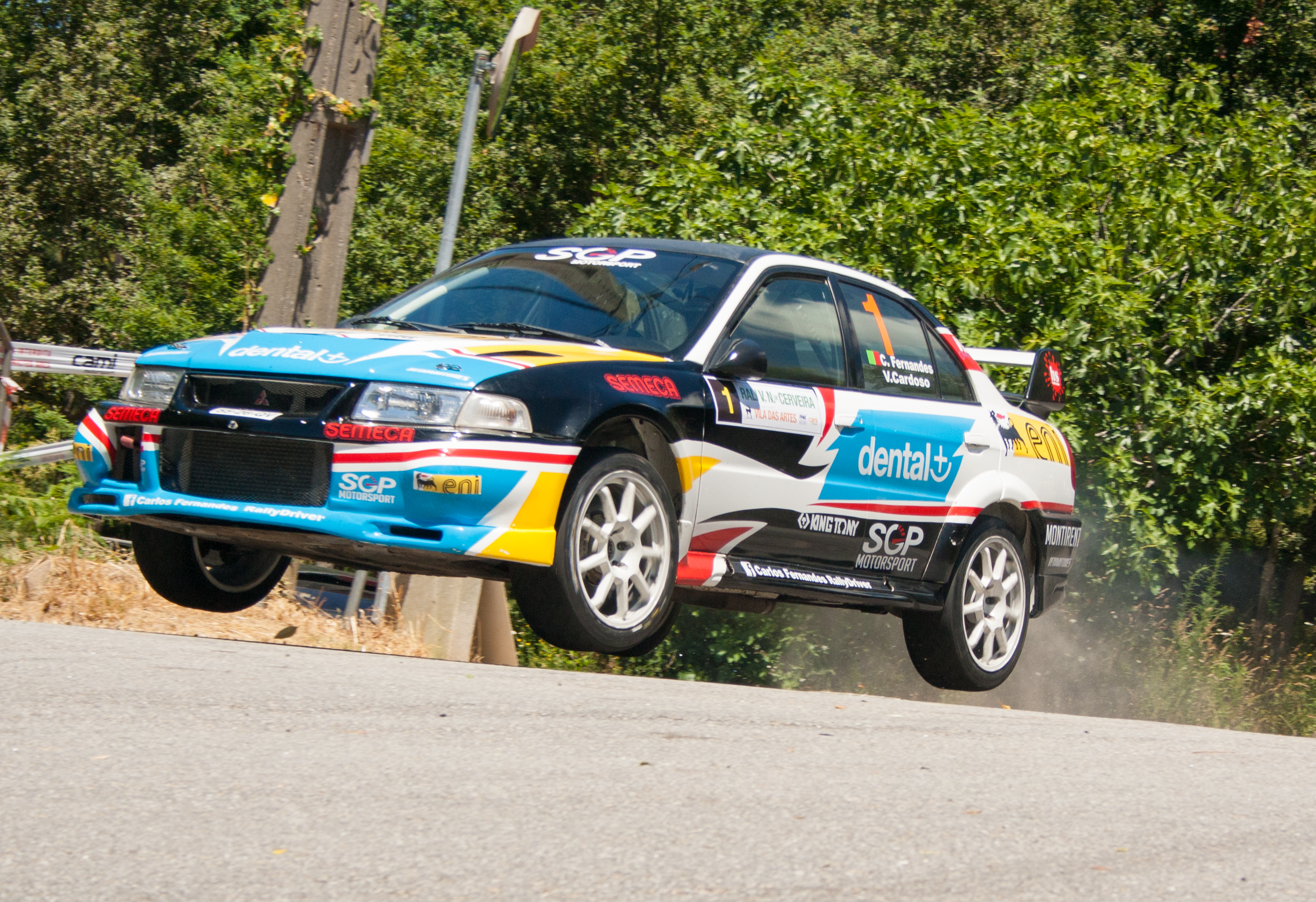
Carlos Fernandes

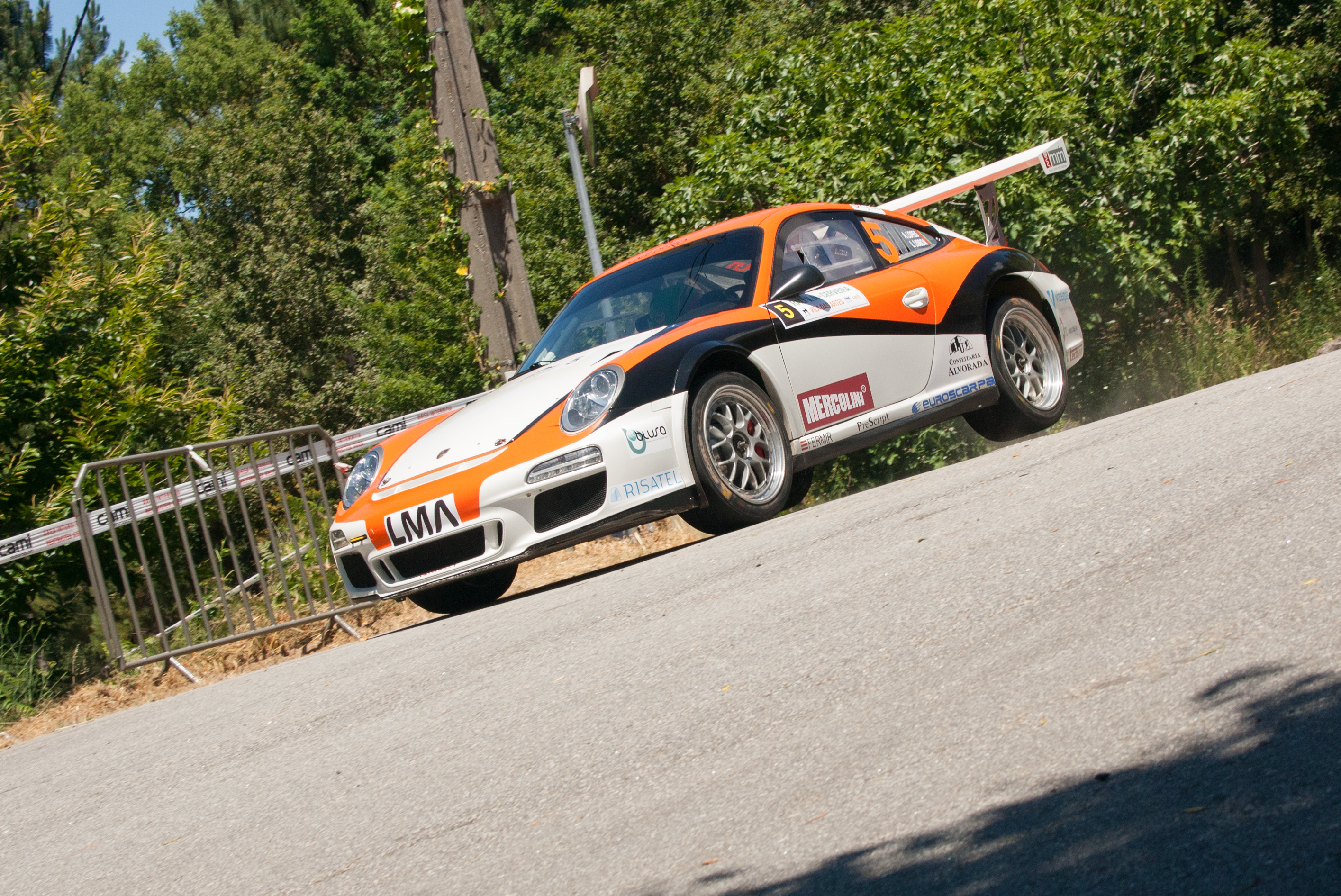
Adruzilio Lopes

| Pos. | Piloto            | Copiloto        | Automóvil                | Tiempo   | Diferencia |
| ---- | ----------------- | --------------- | ------------------------ | -------- | ---------- |
| 1.   | Adruzilo Lopes    | Luis Lisboa     | Porsche 997 GT3 RS       | 43:22.20 |            |
| 2.   | Vitor Pascoal     | Pedro Alves     | Porsche 997 GT3 RS       | 44:29.60 | +1:07.40   |
| 3.   | Carlos Fernandes  | Valter Cardoso  | Mitsubishi Lancer Evo VI | 44:44.70 | +1:22.50   |
| 4.   | Fernando Teotónio | Luis Morgadinho | Mitsubishi Evo VII       | 46:09.60 | +2:47.40   |
| 5.   | André Ferreira    | Alberto Silva   | Citroën Saxo             | 46:19.70 | +2:57.50   |

| Predecesor: Rali de Monchique | Campeonato de Ralis FPAK 2016 | Sucesor: Rali Aguiar da Beira/Sernancelhe |